# Kennedy Egbus Mikuni
Kennedy Egbus Mikuni (三國 ケネディ エブス?, Mikuni Kenedei Ebusu; Higashimurayama, 23 giugno 2000) è un calciatore giapponese di origini nigeriane, difensore del Nagoya Grampus.

## Biografia
È nato vicino a Tokyo da madre giapponese e padre nigeriano.

## Caratteristiche tecniche
È un difensore centrale.

## Carriera

### Nazionale
Con la nazionale Under-20 giapponese ha preso parte al Campionato mondiale di calcio Under-20 2019.

## Statistiche

### Cronologia presenze e reti in nazionale
| Cronologia completa delle presenze e delle reti in nazionale ― Giappone under 20 | Cronologia completa delle presenze e delle reti in nazionale ― Giappone under 20 | Cronologia completa delle presenze e delle reti in nazionale ― Giappone under 20 | Cronologia completa delle presenze e delle reti in nazionale ― Giappone under 20 | Cronologia completa delle presenze e delle reti in nazionale ― Giappone under 20 | Cronologia completa delle presenze e delle reti in nazionale ― Giappone under 20 | Cronologia completa delle presenze e delle reti in nazionale ― Giappone under 20 | Cronologia completa delle presenze e delle reti in nazionale ― Giappone under 20 |
| Data                                                                             | Città                                                                            | In casa                                                                          | Risultato                                                                        | Ospiti                                                                           | Competizione                                                                     | Reti                                                                             | Note                                                                             |
| -------------------------------------------------------------------------------- | -------------------------------------------------------------------------------- | -------------------------------------------------------------------------------- | -------------------------------------------------------------------------------- | -------------------------------------------------------------------------------- | -------------------------------------------------------------------------------- | -------------------------------------------------------------------------------- | -------------------------------------------------------------------------------- |
| 13-6-2018                                                                        | Lisbona                                                                          | Rep. Ceca under 20                                                               | 0 – 1                                                                            | Giappone under 20                                                                | Amichevole                                                                       | -                                                                                |                                                                                  |
| 15-6-2018                                                                        | Lisbona                                                                          | Portogallo under 20                                                              | 0 – 1                                                                            | Giappone under 20                                                                | Amichevole                                                                       | -                                                                                |                                                                                  |
| 17-6-2018                                                                        | Lisbona                                                                          | Norvegia under 20                                                                | 2 – 1                                                                            | Giappone under 20                                                                | Amichevole                                                                       | -                                                                                | 42’                                                                              |
| 19-8-2018                                                                        | Shizuoka                                                                         | Giappone under 20                                                                | 1 – 2                                                                            | Paraguay under 20                                                                | Amichevole                                                                       | -                                                                                |                                                                                  |
| 3-9-2018                                                                         | Narashino                                                                        | Giappone under 20                                                                | 2 – 0                                                                            | Vietnam under 20                                                                 | Amichevole                                                                       | 1                                                                                | 46’                                                                              |
| 19-10-2018                                                                       | Cibinong                                                                         | Giappone under 20                                                                | 5 – 2                                                                            | Corea del Nord under 20                                                          | Coppa d'Asia AFC Under-19 2018                                                   | -                                                                                | 89’                                                                              |
| 22-10-2018                                                                       | Cibinong                                                                         | Thailandia under 20                                                              | 1 – 3                                                                            | Giappone under 20                                                                | Coppa d'Asia AFC Under-19 2018                                                   | -                                                                                |                                                                                  |
| 1-11-2018                                                                        | Cibinong                                                                         | Giappone under 20                                                                | 0 – 2                                                                            | Arabia Saudita under 20                                                          | Coppa d'Asia AFC Under-19 2018                                                   | -                                                                                | 46’                                                                              |
| 29-5-2019                                                                        | Bydgoszcz                                                                        | Italia under 20                                                                  | 0 – 0                                                                            | Giappone under 20                                                                | Mondiali Under-20 2019 - 1º turno                                                | -                                                                                | 53’                                                                              |
| Totale                                                                           |                                                                                  | Presenze                                                                         | 9                                                                                |                                                                                  | Reti                                                                             | 1                                                                                |                                                                                  |

## Palmarès

### Club

#### Competizioni nazionali
- Coppa J. League: 1

Avispa Fukuoka: 2023